# Robert Owen Evans
Robert Owen Evans (Sydney, 20 febbraio 1937 – 8 novembre 2022) è stato un astronomo amatoriale australiano, di professione pastore protestante.
Il reverendo Robert Owen Evans, Pastore metodista della Uniting Church in Australia, è stato uno dei più famosi astrofili a livello mondiale. Evans è nato a Sydney, nel suburbio di Concord West, è sposato dal 1964 e ha avuto quattro figli.

## Studi e carriera
Evans si è laureato all'Università di Sydney in Filosofia e storia moderna. Evans è stato ordinato ministro metodista nel 1967 entrando in seguito nella Uniting Church in Australia (UCA), è andato in pensione nel 1998.

## Attività astronomica
L'attività astronomica di Evans era diretta principalmente alla scoperta visuale, ossia senza fotografie o immagini CCD di supernove extragalattiche: per poter scoprire supernove senza prendere immagini Evans comparava ognuna delle galassie che osservava con un'immagine precedentemente memorizzata della galassia e delle stelle di fondo circostanti, questo lavoro di memorizzazione Evans l'ha compiuto con oltre 1.000 galassie.
Evans per le sue ricerche ha utilizzato telescopi da 25 a 40 cm di diametro, a volte anche un telescopio di 1 metro: ha compiuto quasi tutte le sue scoperte osservando dal giardino di casa prima da Maclean, poi da Coonabarabran infine da Hazelbrook, tutte località situate nel Nuovo Galles del Sud, in Australia.
Evans è stato membro dell'Unione Astronomica Internazionale e partecipa ai lavori delle sezioni VIII e XII nelle commissioni 28 e 41, dell'American Association of Variable Star Observers ed è il responsabile del programma di ricerca di supernove dell'associazione e dell'Astronomical Society of Australia (ASA).

## Scoperte
Evans ha scoperto dal 1981 al 2008 47 supernove di cui 36 da solo e 11 assieme ad altri coscopritori:
un ulteriore oggetto scoperto da Evans, 1986F in NGC 5253, si rivelò non essere una supernova.
Evans ha anche coscoperto una cometa, la C/1996 J1 Evans-Drinkwater.

## Riconoscimenti
- Tra il 1983 e il 2007 gli è stato assegnato 15 volte il Supernova Award della American Association of Variable Star Observers[11].
- Nel 1985 gli è stato attribuito il Premio per il miglior risultato amatoriale dalla Società Astronomica del Pacifico[12].
- Nel 1985 gli è stato assegnato il The Astronomical League's Leslie C. Peltier Award[13].
- Nel 1986 gli è stata assegnata la Berenice Page Medal[14].
- Nel 1986 gli è stato dedicato un asteroide, 3032 Evans[15].
- Nel 1987 gli è stata assegnata la Medaglia del Centenario della Société astronomique de France.
- Nel 1988 gli è stata assegnata la Medal of the Order of Australia (OAM)[16].
- Nel 1993 è stato nominato membro onorario della Royal Astronomical Society of Canada (RASC).